# Paul Mazursky
Paul Mazursky (Brooklyn, 25 april 1930 – Los Angeles, 30 juni 2014) was een Amerikaanse filmregisseur, producent, scenarioschrijver en acteur van Joods-Russische afkomst. Zijn grootouders emigreerden vanuit Kiev naar de Verenigde Staten. Veel van zijn films spelen zich af in New York en vertellen de lotgevallen en relaties van eenvoudige mensen. Ze zijn opgewekt van toon en vaak licht satirisch.

## Carrière
Hij werd geboren als Irwin Mazursky maar veranderde zijn voornaam in Paul voor zijn eerste filmrol in Fear and Desire, de eerste film van Stanley Kubrick. In de film Blackboard Jungle uit 1955 speelde hij een jonge crimineel. Hij acteerde ook in enkele afleveringen van de televisieserie The Twilight Zone.
Later ging hij zich toeleggen op het schrijven. Met Larry Tucker schreef hij in 1963-1967 scenario's voor de televisieserie The Danny Kaye Show. Hij werkte ook mee aan een episode van de televisieserie rond de popgroep The Monkees. In 1968 schreef hij het scenario van de film I Love You, Alice B. Toklas!, in samenwerking met Larry Tucker met wie hij ook de film produceerde.
Het jaar daarna regisseerde hij zijn eerste langspeelfilm, Bob & Carol & Ted & Alice, de eerste van een reeks films die meestal goed onthaald werden door de critici. Tot die films behoren Harry and Tonto uit 1974, over een gepensioneerde man die uit zijn appartement wordt gezet en dan maar besluit om met zijn kat Tonto door de States te gaan reizen; het semi-autobiografische Next Stop, Greenwich Village uit 1976; An Unmarried Woman (1978); Tempest (1982), zeer losjes gebaseerd op The Tempest van William Shakespeare; Moscow on the Hudson (1984), over een Russische saxofoonspeler die in de Verenigde Staten overloopt naar het westen; Down and Out in Beverly Hills (1986), waarin een rijk maar ongelukkig paar zich ontfermt over een landloper, en Enemies, A Love Story (1989), een huwelijksdrama over een joodse holocaustoverlevende in New York, naar het gelijknamige boek van Isaac Bashevis Singer. Mazursky schreef en produceerde zelf de meeste van zijn films, en speelde er af en toe een (bij)rol in. 
Meer recentelijk speelde hij Phil Brooks in de serie Once and Again, had hij een kleine rol in de serie The Sopranos en was hij te zien als de assistent van Mel Brooks in  seizoen 4 van  Curb Your Enthusiasm.

## Filmografie als regisseur
- 1962: Last Year at Malibu, een kortfilm van 12 minuten die een parodie was op Alain Resnais' L'Année dernière à Marienbad (Last Year at Marienbad in de Verenigde Staten)
- 1969: Bob & Carol & Ted & Alice met Natalie Wood, Robert Culp, Elliott Gould en Dyan Cannon
- 1970: Alex in Wonderland met Donald Sutherland en Ellen Burstyn
- 1973: Blume in Love met George Segal, Susan Anspach en Kris Kristofferson
- 1974: Harry and Tonto met Art Carney en zijn kat Tonto
- 1976: Next Stop, Greenwich Village met Lenny Baker, Shelley Winters en Christopher Walken
- 1978: An Unmarried Woman met Jill Clayburgh, Alan Bates en Michael Murphy
- 1980: Willie and Phil met Margot Kidder en Michael Ontkean
- 1982: Tempest met John Cassavetes, Gena Rowlands, Vittorio Gassman en Susan Sarandon. Werd vertoond op het Filmfestival van Venetië 1982.
- 1984: Moscow on the Hudson met Robin Williams en Maria Conchita Alonso
- 1985: Down and Out in Beverly Hills met Nick Nolte, Bette Midler en Richard Dreyfuss
- 1988: Moon over Parador met Richard Dreyfuss, Raúl Juliá en Sônia Braga
- 1989: Enemies, A Love Story met Ron Silver, Anjelica Huston, Lena Olin en Margaret Sophie Stein
- 1991: Scenes from a Mall met Bette Midler en Woody Allen
- 1993: The Pickle met Danny Aiello, Dyan Cannon en Shelley Winters
- 1996: Faithful met Cher, Chazz Palminteri en Ryan O'Neal
- 1998: Winchell, televisiefilm met Stanley Tucci
- 2003: Coast to Coast, televisiefilm met Richard Dreyfuss en Judy Davis.

## Onderscheidingen en nominaties
Mazursky werd vijfmaal genomineerd voor een Oscar: viermaal als scenarist, voor Bob & Carol & Ted & Alice, Harry and Tonto, An Unmarried Woman en Enemies: A Love Story; en eenmaal voor beste film voor An Unmarried Woman.
Zes acteurs uit zijn film werden genomineerd voor een Oscar: Art Carney, Dyan Cannon, Elliott Gould, Jill Clayburgh, Lena Olin en Anjelica Huston, maar enkel Art Carney won een Oscar als beste acteur voor Harry and Tonto. Een Golden Globe was weggelegd voor Stanley Tucci, voor zijn rol van de controversiële columnist Walter Winchell in de televisiefilm Winchell.
Mazursky kreeg in 2013 een ster op de Hollywood Walk of Fame.